# Neve Cahal
Neve Cahal (hebrejsky: נווה צה"ל, doslova Oáza armády) je čtvrť ve východní části Tel Avivu v Izraeli. Je součástí správního obvodu Rova 9 a samosprávné jednotky Rova Darom Mizrach.

## Geografie
Leží na východním okraji Tel Avivu, cca 3,5 kilometru od pobřeží Středozemního moře, v nadmořské výšce okolo 30 metrů. Na severu s ní sousedí čtvrť Jad Elijahu, na západě Šchunat ha-Tikva, na jihu Bejt Ja'akov a na východě Neve Barbur.

## Popis čtvrti
Plocha čtvrti je vymezena na severu ulicí Derech ha-Hagana, na jihu ulicí Kirjati, na východě třídou Derech Moše Dajan a na západě ulicí Giv'ati. Zástavba má charakter husté vícepodlažní bytové výstavby. V roce 2007 zde žilo 1191 obyvatel. 